# Bai Di

Baidi (De Witte Keizer) is een van de vijf manifestaties van Shangdi .
Hij wordt geassocieerd met metaal, oost en herfst